# Brasilianite
La brasilianite (simbolo IMA: Bzl) è un minerale piuttosto raro della classe dei "fosfati, arseniati e vanadati" con composizione chimica NaAl3[(OH)2|PO4]2. Da un punto di vista chimico è un idrossido fosfato di sodio e alluminio.

## Etimologia e storia
La brasilianite è stata descritta scientificamente e riconosciuta per la prima volta come minerale indipendente nel 1945 da Pough e Henderson. La località tipo è Conselheiro Pena vicino a Minas Gerais in Brasile e il minerale prende il nome dalla nazione di ritrovamento. La brasilianite era però già nota prima di allora, ma fu scambiata per crisoberillo.

## Classificazione
Nell'obsoleta, ma ancora parzialmente in uso, 8ª edizione della sistematica minerale secondo Strunz, la brasilianite apparteneva alla classe minerale di "fosfati, arseniati, vanadati" e da lì alla sottoclasse dei "fosfati anidri, arseniati e vanadati con anioni estranei", dove formava il "gruppo della cirrolite-brasilianite" con il numero di sistema VII/B.12 insieme a bøggildite, cafarsite, cirrolite e lacroixite.
Nela Sistematica dei lapis (Lapis-Systematik) di Stefan Weiß, che è stata rivista l'ultima volta nel 2018 ed è ancora strutturata secondo la vecchia edizione di Strunz per riguardo verso i collezionisti, al minerale è stato assegnato il sistema nº VII/B.12-010. In questa Sistematica ciò corrisponde alla classe dei "fosfati, arseniati e vanadati" e lì alla sottoclasse dei "fosfati anidri, con anioni estranei F, Cl ,O, OH", dove la brasilianite insieme ad augelite e viitaniemiite forma un gruppo senza nome con il numero di sistema VII/B.12.
La 9ª edizione della sistematica dei minerali di Strunz, che è stata aggiornata l'ultima volta dall'Associazione Mineralogica Internazionale (IMA) nel 2024, classifica la brasilianite nella classe "8. Fosfati, arsenati, vanadati" e lì nella sottoclasse "8.B Fosfati, ecc., con anioni aggiuntivi, senza H2O"; questa è ulteriormente suddivisa in base alla dimensione relativa dei cationi coinvolti e al rapporto quantitativo della sostanza degli anioni aggiuntivi e del complesso fosfato, arseniato o vanadato, in modo che il minerale sia classificato di conseguenza nella suddivisione "8.BK Con cationi di media e grande dimensione, (OH, ecc.):RO4 = 2:1, 2,5:1", dove è l'unico membro del gruppo senza nome nº 8.BK.05.
La classificazione dei minerali secondo Dana, che viene utilizzata principalmente nel mondo anglosassone, classifica la brasilianite nella classe dei "fosfati, arseniati e vanadati" e lì nella sottoclasse "fosfati anidri, ecc., con ossidrile o alogeno". Qui è l'unico membro del gruppo senza nome nº 41.05.07 all'interno della suddivisione "fosfati anidri ecc., con ossidrile o alogeno con (AB)2(XO4)Zq".

## Abito cristallino
La brasilianite cristallizza nel sistema monoclino nel gruppo spaziale P21/n (gruppo nº 14, posizione 2) con i parametri del reticolo a = 11,233 Å, b = 10,142 Å, c = 7,097 Å e β = 97,37° oltre a quattro unità di formula per cella unitaria.

## Proprietà
La brasilianite pura è incolore o bianca. Tuttavia, può essere di colore da giallastro a giallo-verdastro a causa di miscele estranee.
L'acido borico e il borace incidono il minerale, l'acido fluoridrico lo distrugge.
Gli indici di rifrazione hanno valori nα = 1,602, nβ = 1,609 e nγ = 1,621 - 1,623, e possiede birifrangenza (δ = 0,019 - 0,021). Il minerale ha opacità tra il traslucido e il trasparente e presenta un debole pleocroismo.

## Origine e giacitura
La brasilianite si forma da soluzioni idrotermali in zone ricche di fosfati di pegmatiti granitiche, ma può anche formarsi metamorficamente in rocce sedimentarie. La si può trovare associata con vari minerali, tra cui albite, ambligonite, apatite, augelite, bertossaite, muscovite, quarzo, tormalina e whitlockite.
La brasilianite è stata rilevata in 45 siti: nella provincia di Salta in Argentina; contea di East Gippsland in Australia; Paraíba e Rio Grande do Norte nella regione nord-orientale, Espírito Santo e Minas Gerais nella regione sud-orientale del Brasile; Waidhaus in Germania; Ébreuil in Francia; a Dawson City in Canada; Karibib in Namibia; Spittal an der Drau in Austria; Gatumba in Ruanda; Zamora in Spagna; nella municipalità locale di Richtersveld in Sudafrica; la Moravia nella Repubblica Ceca; nelle contee di Yavapai (Arizona), Fairfield e Middlesex (Connecticut), Androscoggin e Oxford (Maine), Cheshire, Grafton e Sullivan (New Hampshire) e Pennington (Dakota del Sud).

## Utilizzi
La brasilianite viene trasformata esclusivamente in pietre preziose, ma non è ancora molto comune come pietra preziosa. Poiché la pietra ha solo la durezza del vetro, è sensibile alle sollecitazioni della lavorazione e dell'uso dei gioielli, e può essere facilmente danneggiata nell'uso quotidiano se incastonata in braccialetti o anelli. A causa del suo colore, c'è il rischio di confusione con ambligonite, apatite, crisoberillo, berillo e topazio.

## Forma in cui si presenta in natura
La brasilianite sviluppa per lo più cristalli prismatici o isometrici da trasparenti a traslucidi, corti, ma anche aggregati radiali, granulari o massicci.